# Pik Moskau
Der Pik Moskau (russisch пик Москва; tadschikisch Қуллаи Москва, Qullai Moskau) ist ein Berg in Tadschikistan in Zentralasien.

## Lage
Der 6785 m hohe vergletscherte Berg bildet die 
höchste Erhebung der Peter-I.-Kette im westlichen Pamir. 15,7 km weiter östlich erhebt sich der 7495 m hohe Pik Ismoil Somoni (ehemals Pik Kommunismus oder Pik Stalin). Am Pik Moskau treffen sich drei Bergkämme. Einer führt nach Osten zum Pik Ismoil Somoni, ein weiterer führt in Richtung Westsüdwest und ein dritter nach Nordwesten. An der Nordostflanke strömt der Fortambek-Gletscher. An der Westflanke liegt das obere Ende des Sagrangletschers. Südlich des Pik Moskau strömt der Gandogletscher in westlicher Richtung.

## Besteigungsgeschichte
Der Hauptgipfel wurde 1959 von I. Bogatschow erstbestiegen. Der etwas niedrigere Westgipfel (6725 m) wurde 1956 von D. Oboladze erstbestiegen.